# Megastrebla limbooliati
Megastrebla limbooliati är en tvåvingeart som beskrevs av Maa 1971. Megastrebla limbooliati ingår i släktet Megastrebla och familjen lusflugor. Inga underarter finns listade i Catalogue of Life.